# Victoire de la pochette de disques
 (avril 2025).
Si vous disposez d'ouvrages ou d'articles de référence ou si vous connaissez des sites web de qualité traitant du thème abordé ici, merci de compléter l'article en donnant les références utiles à sa vérifiabilité et en les liant à la section « Notes et références ».
La Victoire de la pochette de disque de l'année est une ancienne récompense musicale française décernée annuellement lors des Victoires de la musique en 1985 et 1986. Elle venait primer la meilleure pochette de disque selon les critères d'un collège de professionnels. 

## Palmarès
- 1985 : Love on the Beat de Serge Gainsbourg par William Klein
- 1986 : Femmes d'aujourd'hui de Jeanne Mas[2] par Ennio Antonangeli, Silvana Fantino et Jeanne Mas